# Tractat de Fort Confederation
El Tractat de Fort Confederation va ser signat el 17 d'octubre de 1802 entre els choctaws (una tribu d'amerindis dels Estats Units) i el govern dels Estats Units. El tractat cedí uns 10.000 acres (40 km²) de les terres choctaws, incloent el lloc de Fort Tombecbe, també conegut com a Fort Confederation.

## Termes
El preàmbul comença amb,
| «                                     | Per l'ajust mutu de les parts, i per perpetuar aquesta concòrdia i amistat, que tan feliçment subsisteix entre ells, per aquest mitjà lliurement, voluntàriament, i sense limitació, pacte i acord, ... | » |
| — Tractat de Fort Confederation, 1802 | |   |

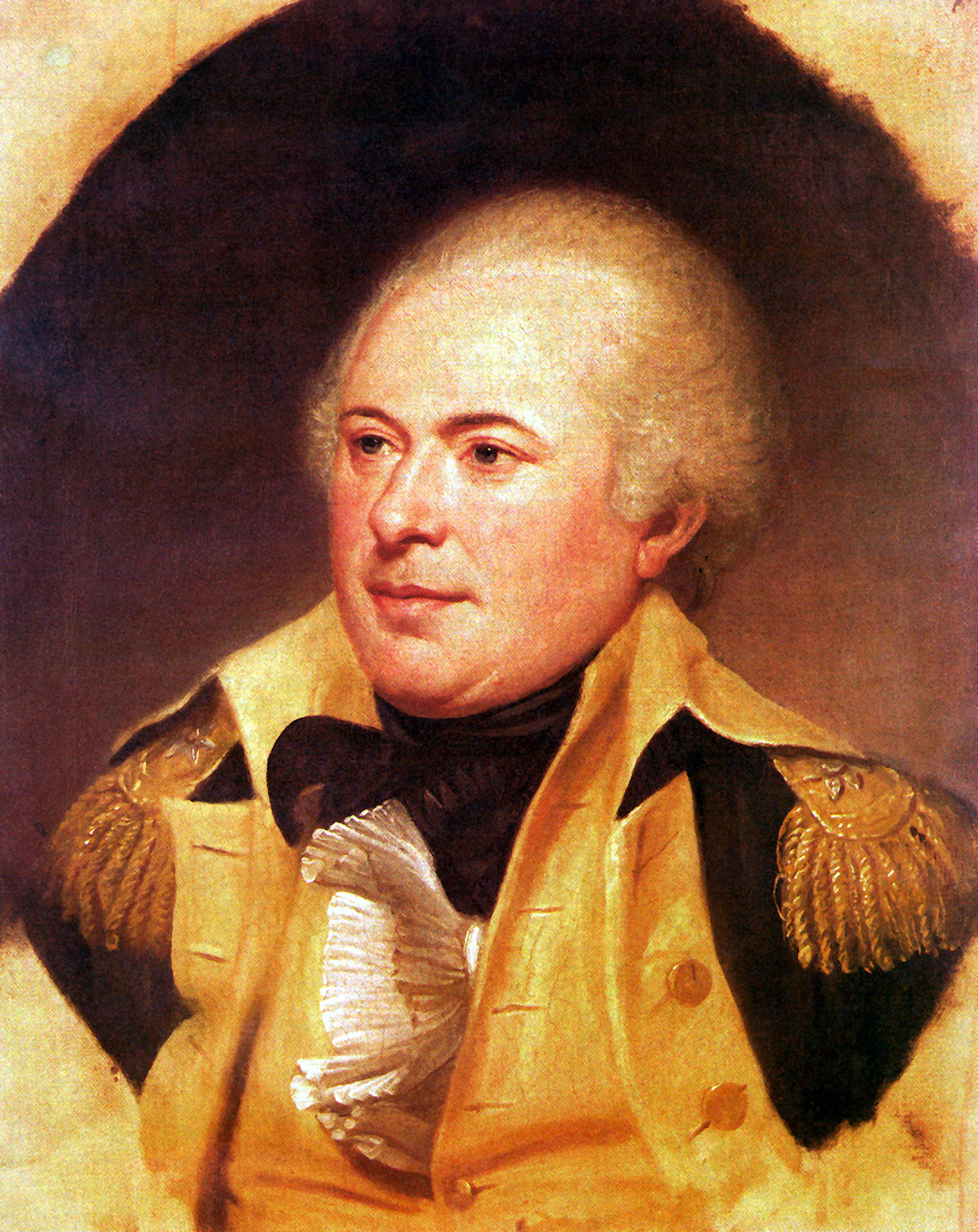
General James Wilkinson

1. Les línies frontereres seran remarcades
2. La titularitat de les terres serà entregada als Estats Units.
3. Alteració de les antigues fronteres
4. Quan el tractat entri en vigor

## Signataris
James Wilkinson, Tuskona Hoopoio, Mingo Pooskoos, Poosha Matthaw, Oak Chummy, Tuskee Maiaby, Latalahomah, Mooklahoosoopoieh, Mingo Hom Astubby, Tuskahoma, Silas Dinsmoor (Agent dels Choctaws), John Pitchlynn, Turner Brashears, Peter H. Marsalis, i John Long.